# Skalniczka mała
Skalniczka mała (Aconaemys sagei) – gatunek gryzonia z rodziny koszatniczkowatych (dawniej: koszatniczki; Octodontidae)  – zamieszkująca tereny Ameryki Południowej. Aconaemys sagei występują w niewielkim obszarze argentyńskiej prowincji Neuquén – w okolicy jeziora Quillén (ok. 1000 m n.p.m.) i w bardzo małym zakresie w prowincji Malleco w Chile.
Skalniczka mała jest znacznie mniejsza niż dwa pozostałe gatunki z rodzaju Aconaemys: skalniczka płowa i skalniczka stokowa. Waży mniej niż 110 gramów. A. sagei podobnie jak wszystkie koszatniczkowate są roślinożercami.